# 內爾瓦廣場

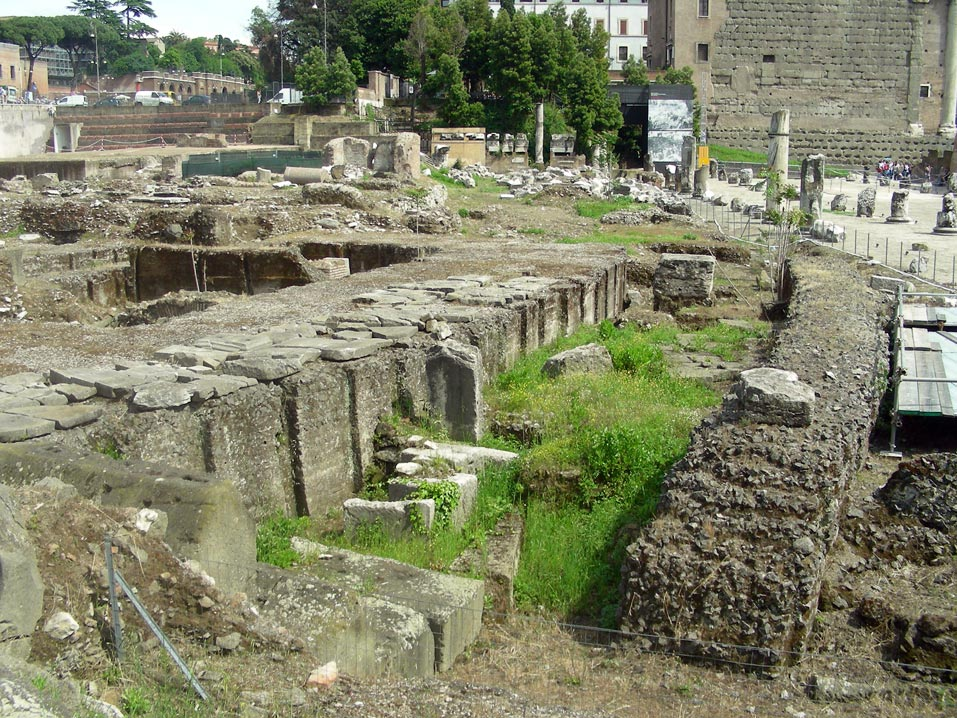
內爾瓦廣場

內爾瓦廣場（義大利語：Foro di Nerva）是義大利羅馬的一座古羅馬時期的廣場，也是帝國議事廣場的一部分。這座廣場是帝國議事廣場的第四座廣場，也是面積最小的廣場，由圖密善皇帝在85年開始修建，但是由他的繼任者內爾瓦在97年竣工並開放。

## 外部連結
- Official site （页面存档备份，存于）
- Museum of the Imperial Fora （页面存档备份，存于）
- High-resolution 360° Panoramas and Images of Forum of Nerva | Art Atlas （页面存档备份，存于）

41°53′35.26″N 12°29′10.95″E / 41.8931278°N 12.4863750°E